# ویلیام کوکران

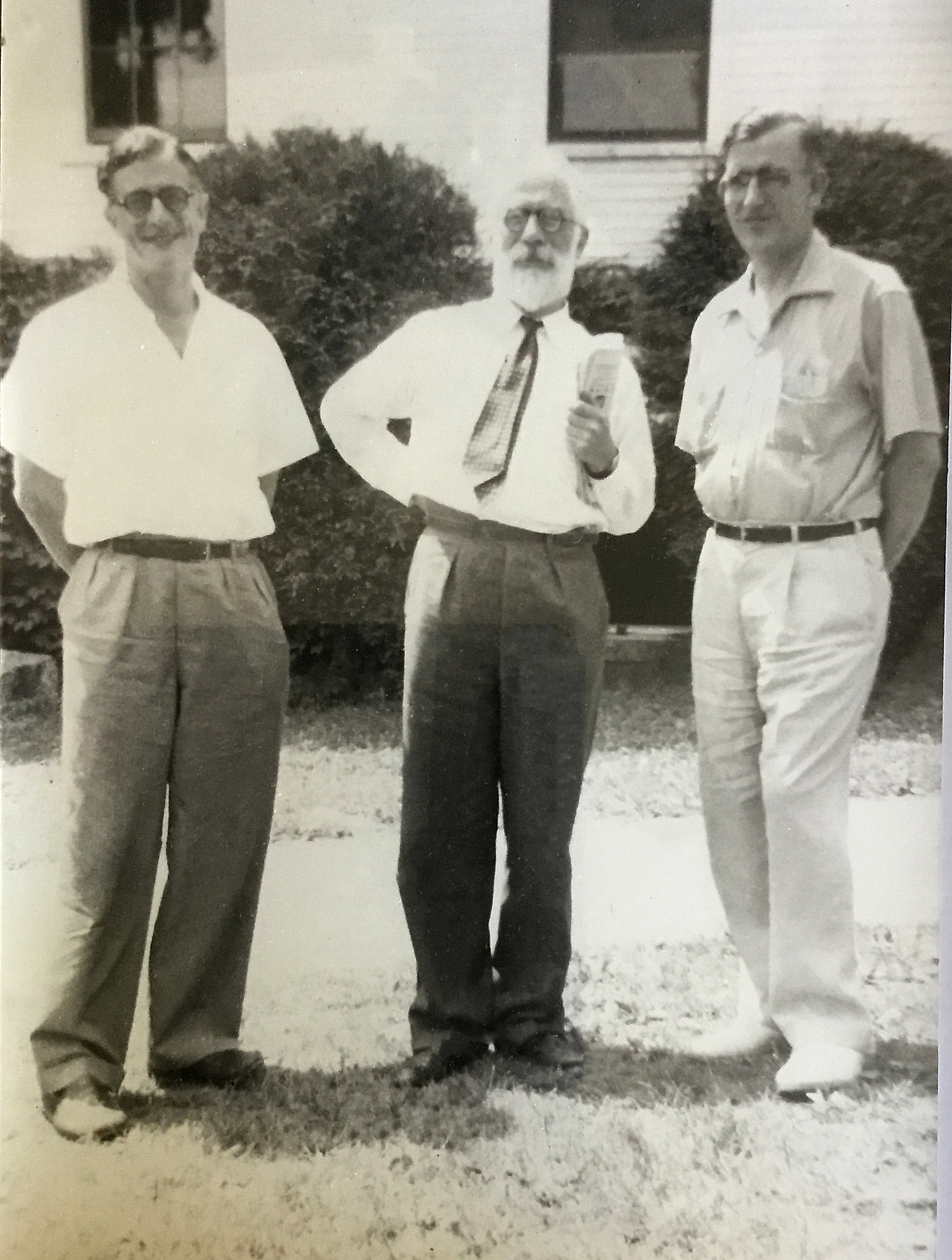
ویلیام کوکران

ویلیام کوکران (به انگلیسی: William Gemmell Cochran) (زاده ۱۵ ژوئیه ۱۹۰۹ - درگذشته ۲۹ مارس ۱۹۸۰) آماردان اسکاتلندی است.

## زندگینامه
ویلیام کوکران در ۱۵ ژوئیه ۱۹۰۹ در اسکاتلند به‌دنیا آمد. وی در دانشگاه گلاسگو و کمبریج ریاضی خواند و از سال ۱۹۵۷ در دانشگاه هاروارد به تدریس پرداخت و در سال ۱۹۷۶ بازنشسته شد.

## دستاوردها
یکی از دستاوردهای بزرگ او معرفی فرمول «کوکران» است. به همین خاطر اسم این فرمول را به نام وی نام‌گذاری کردند.

## آثار
کتاب‌های تکنیک‌های نمونه‌گیری و طراحی آزمایش‌ها نیز ازجمله تألیفات اوست.

## درگذشت
ویلیام در ۲۹ مارس ۱۹۸۰ در «ماساچوست» از دنیا رفت.